# 得業士
得業士是日本旧制高等学校和專門學校授與卒業生的學位称号。

## 得業士号
得業士的称号是《高等学校令》（1918年（大正7年）制定）第9条2項規定的，授與修畢高等学校高等科或修業年限1年以上的專攻科者。
舊日本帝國學制，小學校畢業可報考中學校，中學校修業5年，卒業後可報考3年制的旧制高等學校或專門學校。
現在日本已經沒有專門學校制度，新的3年制高等學校是美式學制高級中學的水準，舊5年制中學程度相當於美式學制高級中學修畢2年，旧制高等學校或專門學校卒業，近似於美式學制的副學士（大專水準）。
高等學校又分大學預備教育性質和職業性質，大學預備教育性質的高等學校又分成3年制和7年制（尋常科4年高等科3年），職業性質的高等學校按職業取向又分高等師範學校（高師）、高等工業學校（高工）、高等商業學校、高等齒科医学校等多種。
旧制專門学校的卒業生也被授與得業士的称号，医学専門学校卒業生授與医学得業士的称号，高等齒科医学校卒業生授與齒学得業士的稱號。
現在日本已經沒有得業士的學位稱號，短期大學（短大）卒業生被授與短期大學士称号。